# ليو شيانغ
ليو شيانغ (الصينية المبسطة : 刘 翔 ؛ التقليدية الصينية : 刘 翔، بينيين : Liú Xiáng، مواليد 13 يوليو 1983 في منطقة بوتو، شنغهاي، الصين) عدَّاء أولمبي صيني في سباق 110 متر حواجز، حائز على الميدالية الذهبية الأوليمبية وبطل العالم. والحائز على الميدالية الذهبية الأولمبية 2004 التي أقيمت في أثينا ،وكانت أول مدالية ذهبية ألعاب قوى رجال بالنسبة للصين.
يعتبر ليو شيانغ من رياضي الصين الأكثر نجاحاً، وبرز بوصفه رمز ثقافي وهو أول رياضي صيني يحقق «التاج الثلاثي» لألعاب القوى: حامل الرقم القياسي العالمي، بطل العالم والبطل الأولمبي. كان يعتبر المرشح الأوفر حظاً للفوز في سباق 110 متر حواجز رجال في أولمبياد بكين، ولكن كان عليه أن ينسحب من المنافسة في اللحظة الأخيرة بعد بداية خاطئة وغير مكشوفة وتفاقم الإصابة السابقة، الذي أثار استياء المعجبين به إلى حد كبير.

## بدايته
في مايو 2001، فاز في دورة الألعاب الآسيوية الشرقية في أوساكا، اليابان في زمن قدره 13.42 ثانية. في أغسطس 2001، وفاز في دورة الألعاب الجامعية العالمية في بكين، الصين في زمن قدره 13.33 ثانية.

## روابط خارجية
- الموقع الرسمي

ليو شيانغ على موقع الاتحاد الدولي لألعاب القوى (الإنجليزية)
- ليو شيانغ على موقع الدوري الماسي (الإنجليزية)
- ليو شيانغ على موقع اللجنة الأولمبية الدولية (الإنجليزية)
- ليو شيانغ على موقع أوليمبيديا (الإنجليزية)
- ليو شيانغ على موقع اللجنة الأولمبية الصينية (الإنجليزية)